# Patrick Fani Chakaipa
Patrick Fani Chakaipa (* 25. Juni 1932 in Mhondoro, Simbabwe; † 8. April 2003) war römisch-katholischer Erzbischof von Harare in Simbabwe.

## Leben
Chakaipa empfing am 15. August 1965 die Priesterweihe für das Erzbistum Salisbury. Am 15. Oktober 1972 wurde er dort zum Weihbischof bestellt und gleichzeitig zum Titularbischof von Rucuma ernannt. Die Bischofsweihe spendete ihm am 14. Januar 1973 der Erzbischof von Salisbury Francis William Markall; Mitkonsekratoren waren der Bischof von Bulawayo Adolf Schmitt CMM sowie der Bischof von Gwelo Aloysius Haene SMB.
Am 31. Mai 1976 folgte Chakaipa seinem Vorgänger Markall als Erzbischof von Salisbury nach. Am 25. Juni 1982 wurde die Erzdiözese Salisbury in Harare umbenannt.